# Polinka
Polinka (en russe : Полинька) est une brève nouvelle d'Anton Tchekhov publiée en 1887.

## Historique
Polinka est initialement publiée dans la revue russe Le Journal de Pétersbourg, numéro 32, du 2 février 1887, sous le pseudonyme A. Tchekhonte. Aussi traduit en français sous le titre Une poule qui veut pondre.

## Résumé
Deux heures de l'après-midi. Polinka, la fille de Mme Andréïevna,  couturière, rentre dans un magasin de passementerie. Elle vient faire ses achats et demande M. Nicolaï, qui a l'habitude de la servir.
Tout en choisissant des articles à voix haute pour donner le change aux personnes présentes dans le magasin, ils discutent à voix basse du devenir de leur relation. Nicolaï reproche à Polinka de faire les yeux doux à un étudiant, et prédit que celui-ci l'abandonnera. Elle acquiesce, mais elle aime cet étudiant. Ils se quittent.

## Édition française
- Polinka, traduit par Edouard Parayre, Édition Gallimard, Bibliothèque de la pléiade, 1970  (ISBN 2-07-010550-4)